# Ecuadori spanyol nyelvjárás

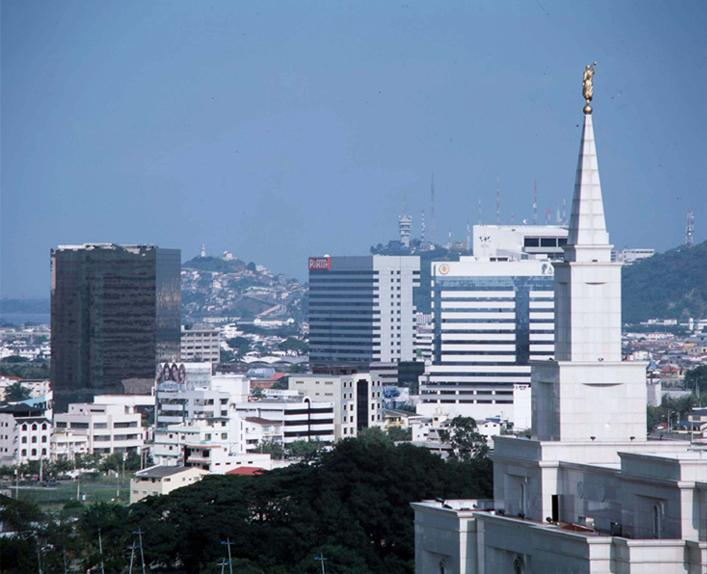
Guayaquil, Ecuador legnagyobb városa északról

Az ecuadori spanyol nyelvjárás (español ecuatoriano) a kasztíliai spanyol nyelv Ecuadorban használt változata, amely valamivel több mint 11 millió beszélővel rendelkezik. Négy fő nyelvjárási területet lehet megkülönböztetni: partmentit, hegyit, amazóniait vagy keletit, valamint szigetit; az utóbbi a Galápagos-szigeteken. A népesség nagyobbik része, mintegy hatmillió fő a partmenti területeken koncentrálódik. A hegyi nyelvjárásban a kecsua nyelv hatásával kell számolni.

## Jellemvonások
Az ecuadori spanyol sajátosságai – a művelt köznyelv, valamint a társalgási és népi nyelv figyelembevételével – az alábbiakban foglalhatóak össze:
- A partmenti övezetben gyorsan beszélnek, bizonyos szóközi mássalhangzókat lazán ejtenek; míg a hegyekre a lassú beszédtempó a jellemző.
- A partmenti területeken az /r/ és /rr/ fonémákat rendesen, pergetve ejtik és jól megkülönböztetik; a hegyi nyelvjárásban lazábban hangzik, gyakran réshangként valósul meg. Ugyanez vonatkozik a tr csoportra, amelyet a hegyi területeken lazábban ejtenek.
- A partmenti nyelvjárásban a szó- és szótagvégi -s hehezetté alakul.
- A hegyi nyelvjárásban a személyneveket névelővel használják: la María, el Antonio, el Rómulo.
- A Cañar, Azuay és Loja provinciákban megkülönböztetik az ll /ʎ/ és y /ʝ/ kiejtését, az ország többi részén nem (lásd: yeísmo). A nem megkülönböztető ejtésmód háromféleképpen valósulhat meg: a partok mentén [ʝ], a hegyekben és főleg a fővárosban [ʒ] (magyar zs), valamint a falusi nyelvben [ʃ] (magyar s), amely valószínűleg kecsua szubsztrátummal magyarázható.
- A magánhangzók közötti -s- gyakran zöngésül [z].
- Az x általában [s]-szé egyszerűsödik mássalhangzó előtt (pl. excursión, extrañar), valamint az auxilio szóban; magánhangzók közötti kiejtése [ks] vagy [gs] (pl. examen, éxito).
- Kecsua eredetű szavakban előfordul még az [ʃ] hang: shigra ’fonott zsák’, shúa ’tolvaj’.
- A partmenti nyelvjárásban a -d- kiesik az -ado, ritkábban -ido végződésekben. Szóvégi helyzetben viszont gyakran zöngétlenedik, ami főleg a művelt beszélőknél figyelhető meg: ciudad, virtud → ciudat, virtut ’város, erény’; valószínűleg a régi spanyol nyelvre vezethető vissza. A jelenség fordítottja éppúgy megtalálható, vagyis a -d kiesése: verdá, ciudá stb.
- A hanyag és a népies nyelvben az m kiesik vagy hasonul mássalhangzó mellett: alumno → alunno ’tanuló’.
- A ni- csoport magánhangzó előtt sokszor ny-nek hangzik: Antonio → Antoño ’Antal’, nieve → ñeve ’hó’.
- Az Azuay és Cañar provinciák akcentusa sajátosan különbözik a többitől; jellemző a hangsúlynak a szó eleje felé tolódása: nosotros → nósotros ’mi’ (névmás), caminamos → cáminamos ’gyalogolunk’ stb.

## Külső hivatkozások
- Nyelvjárási példa egy Quitói női beszélőtől (részlet A kis herceg című regényből)
- Asociación de Academias de la Lengua Española (Spanyol Nyelvi Akadémiák Egyesülete)
- Jergas de habla hispana – online spanyol nyelvjárási és szlengszótár